# لوحة دارة مطبوعة

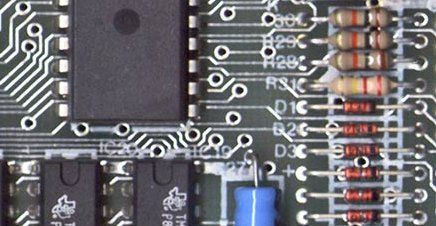
دارة الكترونية حديثة

لوحة الدارة المطبوعة (بالإنجليزية: Printed Circuit Board)‏ اختصاراً PCB، هي لوح مسطح يستخدم لتوصيل المكونات الإلكترونية كهربائياً بلحامها في ممرات موصلة، تكون محفورة من رقاقات الصفائح النحاسية على ركيزة غير موصّلة. وهي أساس الدوائر الإلكترونية، وهي مستخدمة في جميع المنتجات التجارية الإلكترونية ولا يمكن صناعة الأجهزة الالكترونية أو بناء الدارات الإلكترونية العملية للاجهزة دون لوحات الدوائر المطبوعة.
من ميزات اللوحات المطبوعة أنه يمكن أتمتة إنتاجها بعد التصميم، وكثير من معايير تصميمها وتجميعها والتحكم بجودتها ضبطت من قبل معايير نشرتها منظمة الدارات المطبوعة الدولية IPC.
تقوم فكرة الدوائر المطبوعة على استعمال محلول كلوريد الحديد الثالث ليذوب صفيحة النحاس الموصلة للكهرباء ويترك فقط الأجزاء المراد تركها والتي تمت تغطيتها مسبقا بمادة تحول دون وصول المحلول إلى طبقة النحاس

وتأتي من بعد عملية تآكل النحاس عملية تثقيب اللوحة وأخيرا تلحيم المكونات الالكترونية وفق الدائرة الالكترونية
ويوجد حديثا أجهزة لطباعة لوحات الدوائر المطبوعة وتثقيبها ذات جودة ودقة عالية دون استخدام المحلول
انظر أيضا:

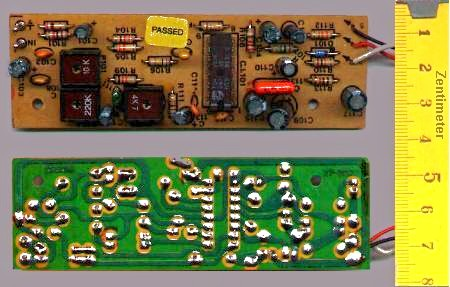
بالأعلى جانب المكونات وبالأسفل جانب الموصلات

لوح التجارب والذي يستخدم لصنع الدوائر الالكترونية مؤقتة وقابلة للتعديل.